# ایهور بازهان
ایهور بازهان (انگلیسی: Ihor Bazhan؛ زادهٔ ۲ دسامبر ۱۹۸۱) بازیکن فوتبال اهل اوکراین است.
از باشگاه‌هایی که در آن بازی کرده‌است می‌توان به باشگاه فوتبال کریفباس کریفیی ریه، باشگاه فوتبال آرسنال کی‌یف، باشگاه فوتبال ماریوپول، باشگاه فوتبال متالیست خارکوف، باشگاه فوتبال تاوریا سیمفروپول، و باشگاه فوتبال زوریا لوهانسک اشاره کرد.